# کسب و کار (روزنامه)
کسب و کار یکی از روزنامه‌های منتشره در ایران و دارای دوازده صفحه رنگی می‌باشد. این روزنامه به صاحب امتیازی و مدیر مسئولی مینا مهرنوش و به سردبیری هاشم آقازاده منتشر می‌شود.
روزنامه کسب و کار تا تاریخ ۱۳۹۴/۳/۹، شماره ۵۴۶ خود را به چاپ رسانید.